# Wacław Piotrowski (metaloznawca)

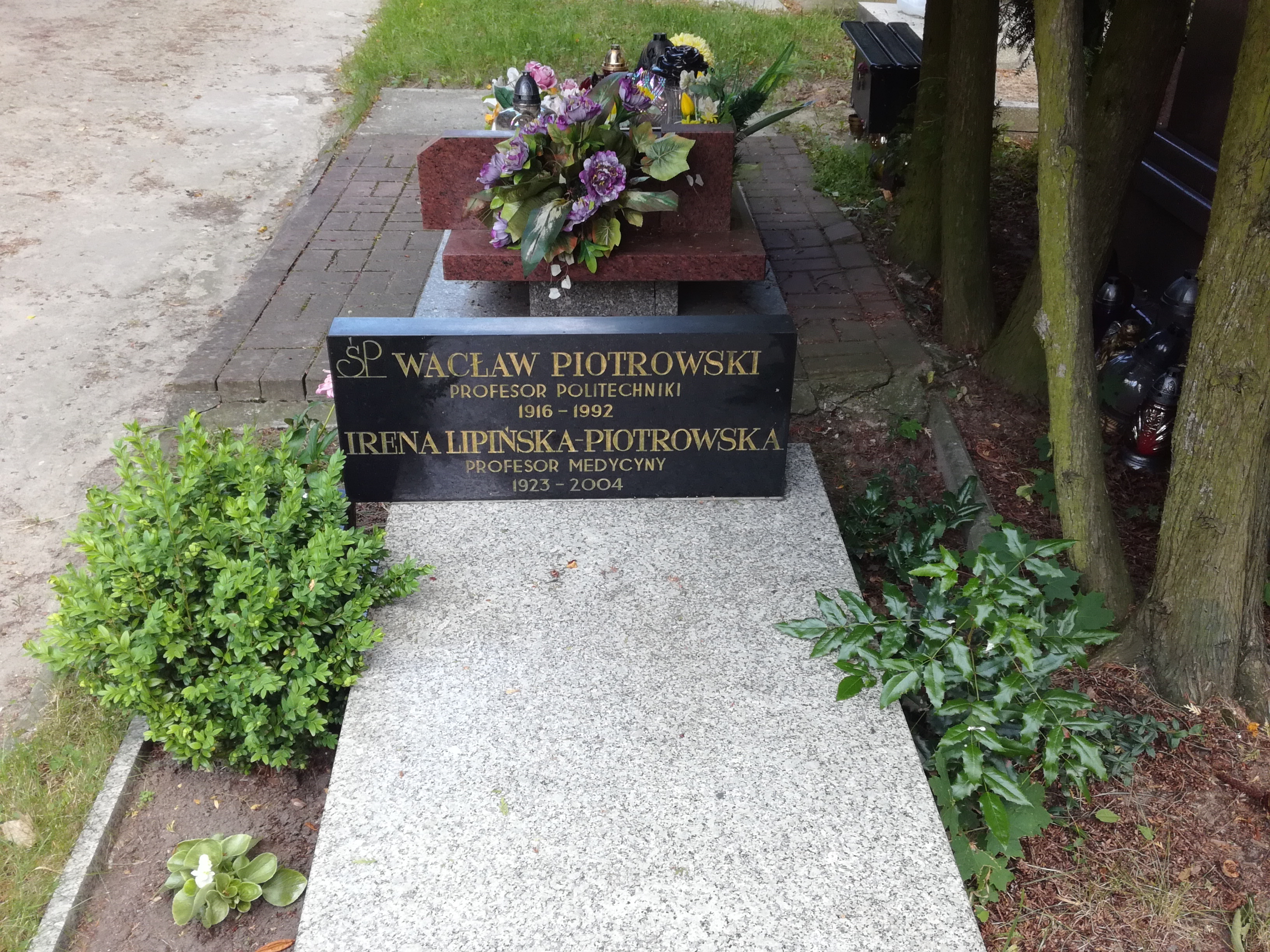
Grób profesora Wacława Piotrowskiego na cmentarzu komunalnym Doły

Wacław Piotrowski (ur. 1916 we wsi Gózd w powiecie łukowski, zm. 1992) – polski metaloznawca, profesor Politechniki Łódzkiej.
W 1948 roku ukończył studia na Wydziale Mechanicznym Politechniki Łódzkiej uzyskując dyplom inżyniera mechanika. Jako student w 1947 roku rozpoczął pracę w Politechnice Łódzkiej w Katedrze Metalurgii. W latach 1948–1951 pracował dodatkowo w Głównym Instytucie Włókiennictwa w Łodzi w charakterze specjalisty materiałów kotłowych.
W 1962 roku uzyskał stopień naukowy doktora, w 1968 roku stopień doktora habilitowanego, a w 1974 roku tytuł naukowy profesora nadzwyczajnego. Jego głównym nurtem badań były stopy cynku. Opublikował 26 artykułów oraz był współtwórcą dwóch patentów.
W latach 1969–1975 pełnił funkcję prodziekana ds. nauki na Wydziale Mechanicznym. Był wiceprzewodniczącym Sekcji Metaloznawstwa i Obróbki Cieplnej przy Stowarzyszeniu Inżynierów Mechaników Polskich w Łodzi oraz członkiem Zarządu Głównego Sekcji. Był członkiem założycielem Polskiego Towarzystwa Metaloznawczego. W roku 1986 przeszedł na emeryturę, lecz nadal pracował w PŁ w niepełnym wymiarze godzin.
Pochowany na łódzkim cmentarzu komunalnym Doły.